# 蟬3301
蟬3301（英語：Cicada 3301）是人們對一個曾六次發佈一系列謎題與另類實境遊戲，可能以此公開招募密碼破譯員或語言學家的組織的稱呼。第一輪於2012年1月4日開始，持續約一個月。第二輪在隔年的同樣日子起始，接著的第三輪則在2014年1月4日被確認在Twitter上發佈新線索後進行。組織宣稱其目的是希望通過一系列的複雜難題來招請「聰明人」。2015年1月4日時，組織沒有新的活動，隔年同樣時間其Twitter則出現新的線索，意味著解謎重開。在2017年4月，另一個內容為「提防虛假的路線，時刻從7A35090F驗證PGP簽名」（Beware false paths. Always verify PGP signature from 7A35090F）的PGP簽名信息被發現，該訊息明確否認任何未簽名謎題的有效性，而這也是組織最近發放的訊息。
謎題主要集中在資訊安全性、密碼學和隱寫術三方面。而這些謎題則被形容為「互聯網時代最複雜和最神秘的謎題」，《華盛頓郵報》更稱它是「互聯網前五大最可怕的未解之謎」之一。其存在令許多猜測誕生，包括這些謎題是美國國家安全局、中央情報局與軍情六處的招聘工具，共濟會的陰謀或網路傭兵團，Google等著名科技公司的娱乐性测试等。对于有些人所聲稱的蟬3301只是一個單純的另類實境遊戲，由於沒有任何公司或個人承認它是自己的作品或試圖從中獲利，再加上沒有任何已知的謎題解決者現身，導致大多數人認為事實並非如此。有最終獲勝者認為這個組織是80年代至90年代加密龐克運動的殘餘。

## 目的
組織每次舉辦活動時對外宣稱的目的都是招攬「非常聰明的人」，但其最終目的仍然未知。有些人主張他們是一個旨在改良密碼學、隱私和匿名技術的秘密社團。另一些人則認為他們是一種邪教。根據2012年勝出者的說法，蟬3301使用的招聘手法都不是以謎題作基礎，他們創造謎題是因為他們正在尋找具有密碼學和計算機安全技能的潛在人員。

## 解決

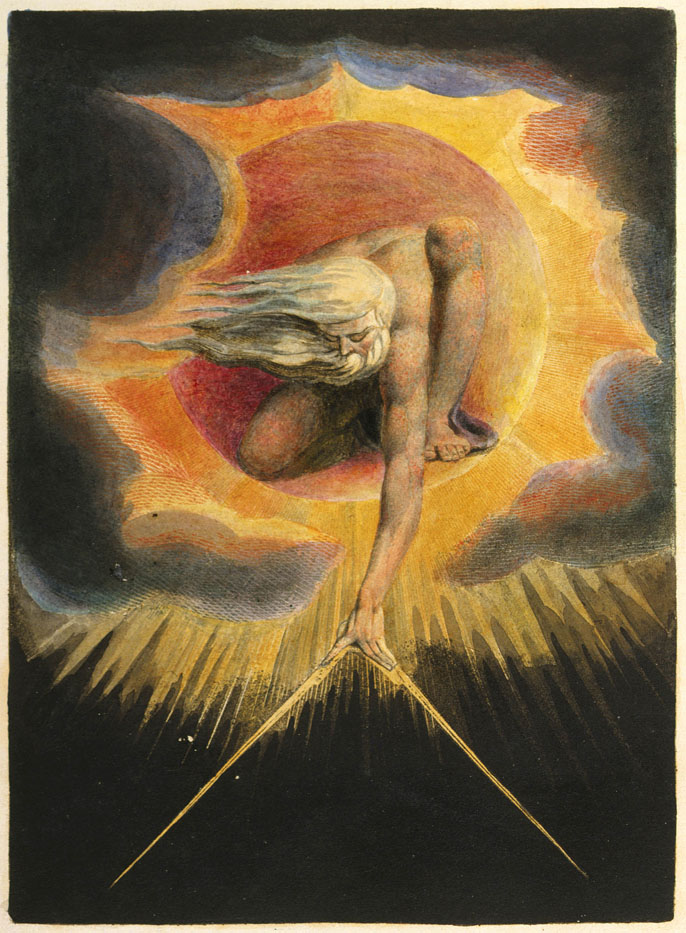
威廉·布莱克的《太初 (畫作)》，其中一條蟬3301給出的線索

蟬3301三輪解謎的最終招募結果仍然是一個謎。隨著活動的展開，題目會越來越難，最後已知的謎題更會變得極度複雜和個性化。有匿名人士宣稱自己完成了整個解謎過程，但蟬3301從來沒有證實消息，當事人亦不願意提供任何資訊。一位成功完成2012年謎題的人透露，蟬3301會問解開謎底的人支不支持信息自由、網上隱私與自由和審查制度。做出的答覆獲認可的人，會被蟬3301邀請至一個私人論壇，在那裡他們會被委託設計與完成一個能促進組織理想的項目。

### 線索類型
蟬3301的線索涵蓋許多不同的傳播媒介，包括網際網路、電話、原創音樂、可啟動的Linux CD、數位影像、原創獨立遊戲、實物性的紙張標誌與未曾出版的難解書籍的單頁。除了使用不同的技術來加密，編碼或隱藏數據外，這些線索也引用了各種書籍，詩歌，藝術品和音樂。除此之外，每條線索都會用同樣的GnuPG私鑰驗證以確認真實性。
另外，蟬3301的影片線索幾乎總是伴有特定的音樂，這些音樂通常都不是正規的曲目，且不能確定其演唱者和作曲者。而音樂本身可能便是一條線索，蟬3301亦希望把它與其他嵌入式信息一起組合成音樂密碼。TechGeek365對大量線索的結構進行分析後，發現有時候兩個音符同時發聲，然後把它的五線譜音名與簡譜數字對應時，會顯示出隱藏的消息。
其中包括這些參考作品：

| 文學和藝術： - 《阿格里帕 (死者之書)》（威廉·吉布森的詩集） - 《太初》（威廉·布莱克的畫作） - 盎格魯撒克遜盧恩字母 - 约翰·塞巴斯蒂安·巴赫 - 楔形文字 - 莫里茲·柯尼利斯·艾雪 - 弗朗西斯科·戈雅 - 《哥德尔、埃舍尔、巴赫》（侯世達寫的書） - 公案 - 阿萊斯特·克勞利的《法之書》 - 《夏洛特女士》（約翰·威廉·沃特豪斯的畫作） - 馬比諾吉昂 - 玛雅数字 - 《天堂與地獄的婚姻》（威廉·布莱克寫的書） - 《尼布甲尼撒》（威廉·布莱克的畫作） - 《牛頓》（威廉·布莱克的畫作） - 拉爾夫·沃爾多·愛默生的《自力更生》 - 《自由之歌》（Song of Liberty，威廉·布莱克的詩集） | 心理學： - 集體意識與集體智慧 - 自我死亡 - 秘教 - 希伯來字母代碼 - 卡爾·榮格 - 卡巴拉與赫密斯卡巴拉 - 索倫·奧貝·克爾凱郭爾 - 弗里德里希·尼采 - 格里戈里·叶菲莫维奇·拉斯普京 - 让-保罗·萨特 - 羅伯特·安東·威爾森 - 禪宗 | 密碼學，數學和技術： - 阿特巴希密碼 - 書本式加密 - 凱撒密碼 - 迪菲-赫爾曼密鑰交換 - 因式分解 - 普通数域筛选法 - 库尔特·哥德尔與他的不完备定理 - GnuPG - 法蘭西斯·海萊亨 - GNU/Linux - 幻方 - 數論 - 質數 - PGP - RSA加密演算法 - 自指 - 薩莫爾秘密共享方案 - 數位圖像、文本與網絡協議的隱寫術 - 異圈 - 洋蔥路由器 - 置換式密碼 - 維吉尼亞密碼 |

### 出現線索的現實地點
在解謎過程中，會有多個線索要求參與者前往不同的地方查找下一條線索。以下為出現過線索的地區或城市：
- 美国馬里蘭州安納波利斯
- 美国加利福尼亞州奇諾
- 美国加利福尼亞州洛杉磯
- 美国喬治亞州哥倫布
- 美国德克薩斯州達拉斯
- 美国德克薩斯州格林維爾
- 美国阿肯色州費耶特維爾
- 美国阿肯色州小岩城
- 美国紐約州紐約法拉盛
- 美国夏威夷州哈萊伊瓦（英语：Haleiwa, Hawaii）
- 美国佛羅里達州邁阿密
- 美国路易斯安那州紐奧良
- 美国俄勒岡州波特蘭
- 美国華盛頓州西雅圖
- 美国內布拉斯加州林肯
- 悉尼埃斯基內維爾（英语：Erskineville, New South Wales）
- 西班牙格蘭納達
- 俄羅斯莫斯科
- 日本沖繩縣中頭郡讀谷村
- 法國巴黎
- 首爾特別市
- 波蘭華沙
- 墨西哥墨西哥城

彼此相距甚遠又同時出現的大量地點，這些都引證蟬3301組織龐大且資金充足的猜測。

## 針對組織的指控

### 非法活動
智利洛斯安第斯省當局聲稱蟬3301是一個從事非法活動的「黑客組織」。蟬3301之後通過PGP驗證的聲明回應該指控，否認涉及任何不法活動。
2015年7月，一個自稱「3301」的組織宣稱他們駭進了美國計劃生育聯合會，但他們似乎與蟬3301沒有任何連繫。蟬3301之後發放一份PGP驗證聲明，稱述「3301」與他們之間沒有任何關聯，同時指出不會容忍任何組織使用蟬3301的名稱、數字與象徵，黑客組織隨後亦證實他們不屬於蟬3301。

### 异端教会
隨著蟬3301開始進入大眾的視野，許多人認為其放出的謎題是對一種神秘學理論的介紹，甚至是异端教会組織招攬教徒的手段。基督教右派團體家庭研究會的高級研究員提姆·戴利博士（Dr. Tim Dailey）分析蟬3301提供的謎題線索後，認為他們正在無情地把參與者招進仿照布拉瓦茨基和克勞利的邪教中。
戴利分析蟬3301的書《第一書》（拉丁語：Liber Primus）和其給出的謎題，總結出組織的核心理念：
- 所有事物都沒有固有的意義，全都是「空無意義（英语：Existential nihilism）的」
- 每個人內部都有一個類似於尼釆超人說的理想態
- 就如模控學者法蘭西斯·海萊亨（英语：Francis Heylighen）描述的那樣，這世界存在一個由所有生物和技術組成，像上帝一般的創發性全球腦
- 沒有得救的必要，因為我們沒有任何必須得救的東西
- 沒有「真正的現實」，我們所認為的「現實」可能只是模擬出來的
- 自我是會死亡（英语：Ego death）的

其他人則認為蟬3301的謎題技術上相等於現代的西方秘教與希臘羅馬密教的啟蒙之旅。

## 流行文化
2014年，美國海軍發佈了一個以蟬3301謎題（已被解開）為基礎的暗號挑戰，並把它命名為「巨烏賊計劃」。
在電視劇《疑犯追蹤》的第四季第二集《鸚鵡螺之謎》中，有一個與蟬3301謎題非常類似的大型遊戲，兩者都是全球性的密碼謎題，但正如標題所示，該謎題的形象為一鸚鵡螺殼，而不是蟬。《疑犯追蹤》的開創者強納森·諾蘭與製作人格雷格·普拉奇曼（Greg Plageman）接受採訪時表示該集的靈感來源正是蟬3301：「第二集嘛，我對網路表層下的事物是非常著迷的。在網路上搜索蟬3301是一件非常有趣的事情，之後還可以把它融入進故事情節中，再與我們的節目接軌。」遊戲最終被揭示是由懷有惡意的人工智能，劇中主角在第四季的主要對手「撒馬利亞人」創造，用來招募人員的手段。
藝術家瑞克·斯特夫和盧塞羅樂隊的羅伊·貝里（Roy Berry）在他們的編外計劃專輯《超流體》中加入以蟬3301為靈感的歌曲。歌曲的MV的則由查理·法薩諾（Charlie Fasano）作導演，裡面包含《第一書》中採用的藝術作品。
2018年宣布製作電影《Cicada 3301》，以該組織為主題。

## 外部連結
- 蟬3301的X（前Twitter）